# Landesamt zur Regelung offener Vermögensfragen
Das Landesamt zur Regelung offener Vermögensfragen (LARoV) ist in Deutschland eine Behörde auf der Ebene der Bundesländer. Sie untersteht der Finanzverwaltung und ist die Aufsichtsbehörde für die bei den Landkreisen und kreisfreien Städten angesiedelten Ämter zur Regelung offener Vermögensfragen.
Zu ihren Aufgaben gehören Entscheidungen über die Rückgabe oder Entschädigung gemäß dem Vermögensgesetz aufgrund von Enteignungen in der Sowjetischen Besatzungszone und in der DDR.